# دين أمومي

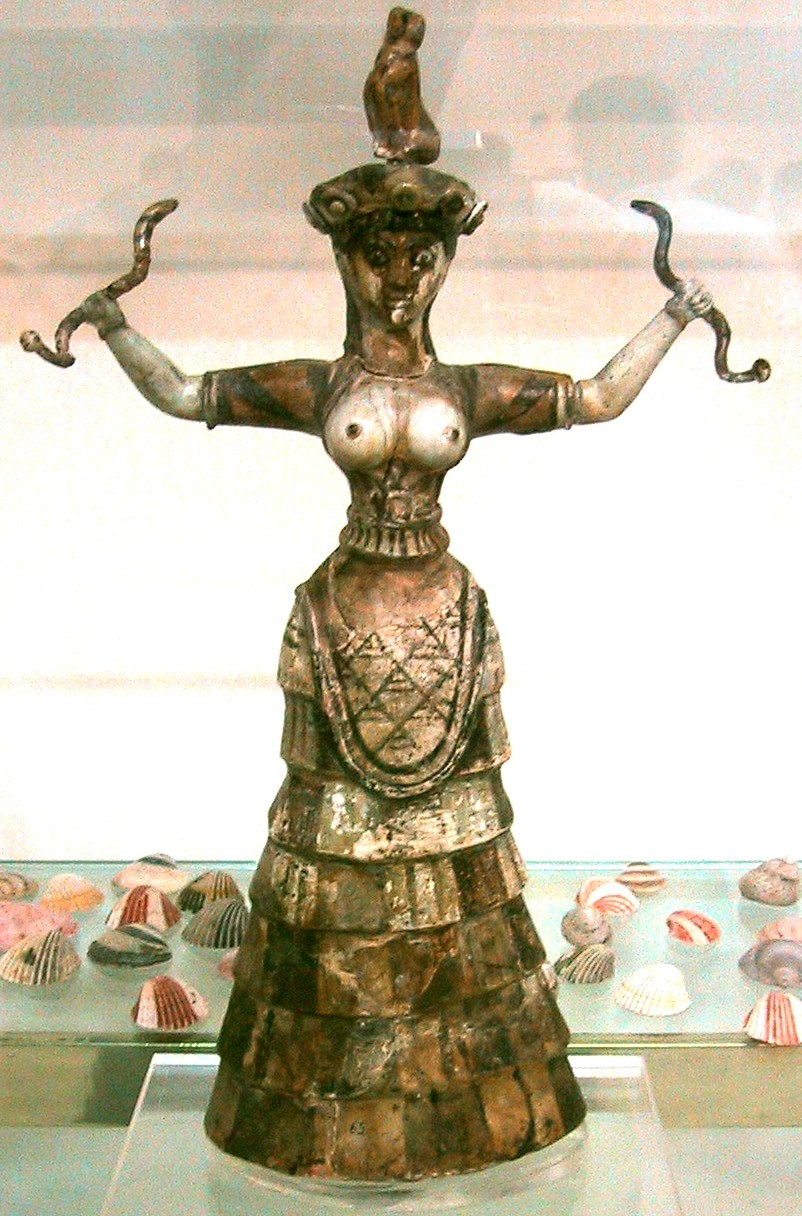

الدين الأمومي، هو الدين الذي يتمحور حول إلهة أو مجموعة من الإلهات. غالبًا ما يُستخدم هذا المصطلح للإشارة إلى النظريات المتعلقة بالأديان الأمومية في عصر ما قبل التاريخ، إذ طرح علماء مثل يوهان ياكوب باخوفن وجين إلين هاريسون وماريا جيمبوتاس هذه النظريات، قبل أن تنتشر لاحقًا بفضل الموجة النسوية الثانية. أسفرت إحدى الحركات المعنية بإحياء هذه الممارسات عن ظهور حركة الإلهة في القرن العشرين.

## نبذة تاريخية
طُرح مفهوم النظام الأمومي في عصر ما قبل التاريخ في عام 1861، تزامنًا مع نشر يوهان ياكوب باخوفن لكتابه حق الأم: دراسة في الشخصية الدينية والاعتبارية للنظام الأمومي في العالم القديم. افترض باخوفن الأبوية التاريخية ظاهرةً حديثةً نسبيًا، وقال إنها استبدلت الوضع السابق المتمثل في النظام الأمومي البدائي، بالإضافة إلى افتراضه وجود دين «أمومي-ذي صلة بالعالم الآخر» في عصر ما قبل التاريخ. يقدم باخوفن نموذجًا يبرز فيه المجتمع الأمومي والعبادات الغامضة لآلهة العالم الآخر في المرحلة الثانية من بين أربع مراحل للتطور التاريخي للدين. أطلق باخوفن على المرحلة الأولى اسم «الهيتريّة» (مرحلة من الشيوع في الزواج)، إذ تنطوي هذه المرحلة على مجتمع من الصيادين وجامعي الثمار في العصر الحجري القديم، حيث يمارس الأفراد أسلوب حياة يتسم بالزواج التعددي والشيوعية. تعود المرحلة الثانية إلى العصر الحجري الحديث، أو مرحلة الزراعة التي تتصف بأنها أمومية وقمرية، وهي المرحلة التي شهدت أول التجليات المبكرة للإلهة ديميتر المهيمنة. أعقبت تلك المرحلة مرحلة «دينوسيية»، وهي المرحلة التي بدأ النظام الأبوي في التكوّن خلالها. انتهت تلك المرحلة مع بداية مرحلة أخرى تحت اسم المرحلة «الأبولونية»، التي برز فيها النظام الأبوي وشهدت بزوغ الحضارة في العصور الكلاسيكية القديمة. اعتُبر فريدريك إنجلز أول من وصف هذه الفترة الزمنية على أنها عصر ذهبي، وأضاف أن ظهور النظام الأبوي للمرة الأولى قد زعزع وجود ذلك العصر الذهبي، إذ أورد رأيه هذا في كتابه أصل العائلة والملكية الخاصة والدولة.
طرحت المؤرخة جين إيلين هاريسون النظرية القائلة إن عبادة الآلهة الأوليمبية قد حلّت محل العبادة السابقة لإلهات الأرض في أوائل القرن العشرين.
افترض روبرت جريفز وجود دين أمومي في عصر ما قبل التاريخ، إذ أورد هذه الفرضية في كتابيه الأساطير اليونانية والإلهة البيضاء في خمسينيات القرن الماضي. قدّم جريفز شرحًا تفصيليًا لمجتمع مستقبلي يسوده دين أمومي في روايته سبعة أيام في جزيرة كريت الجديدة. 
استوحى السريالي النمساوي فولفانغ بالين لوحته الأرض المحرمة من أفكار جريفنز جنبًا إلى جنب مع مصادر أخرى. رسم بالين في هذه اللوحة مشهدًا رؤيويًا تظهر فيه إلهة مهيمنة، وبعض من رموز الآلهة الذكور المتساقطة داخل كواكب شبيهة بالنيازك.

## الموجة النسوية الثانية وحركة الإلهة
تناولت نسويات الموجة النسوية الثانية أفكار باخوفن وجرافيز خلال سبعينيات القرن الماضي، بما في ذلك الكاتبة ميرلين ستون التي رأت في تمثال فينوس المصغر الذي يعود إلى العصر الحجري القديم دليلًا على وجود الدين الأمومي في عصر ما قبل التاريخ. ترى ستون أن الديانات الأمومية قد انطوت على «عبادة الأفاعي» باعتبارها رمزًا جوهريًا للحكمة الروحية والخصوبة والحياة والقوة. 
علاوةً على ذلك، استحدثت عالمة الأنثروبولوجيا ماريا جيمبوتاس مجال الأنثروبولوجيا النسوية في سبعينيات القرن العشرين. أصبحت كتب جيمبوتاس معياريةً فيما يتعلق بالنظرية القائلة بنشوء الثقافة الأبوية أو «القائمة على سيطرة الرجال» في العصر البرونزي لتحل محل النظرة العالمية المتمحورة حول الإلهة في العصر الحجري الحديث، إذ شملت كتبها هذه كلًا من إلهات وآلهة أوروبا القديمة (1974) ولغة الإلهة (1989) وحضارة الإلهة (1991). طُرحت هذه النظريات على أنها فرضيات علمية خلال سبعينيات القرن العشرين على الرغم من كونها مستوحاة من وجهة نظر إيديولوجية، إلا أنها قد أثرت أيضًا على الروحانية النسوية، لا سيما التشعبات النسوية التي ظهرت في سبعينيات القرن الماضي متأثرةً بالوثنية الجديدة. يُعتبر الدين الأمومي بمثابة حركة دينية جديدة معاصرة ضمن إطار الوثنية الجديدة، وغالبًا ما يُعرف هذا الدين باسم حركة الإلهة. 
ينكر معظم علماء الأنثروبولوجيا الحديثة فكرة وجود نظام أبوي في عصر ما قبل التاريخ، بينما يلاحظون وجود مجموعات أمومية وأسر مرتكزة عل الأم على مدى تاريخ البشرية. تراكمت في السنوات الأخيرة مجموعة من الأدلة الجينية -بين غيرها من الأدلة- لدعم الرأي القائل بانتشار القرابة الأمومية باعتبارها شكلًا من أشكال القرابة البشرية. وفي المقابل، لا يمكن للنسب الأمومي أن يستلزم بالضرورة وجود حكم سياسي أمومي. 